# Diaklazy

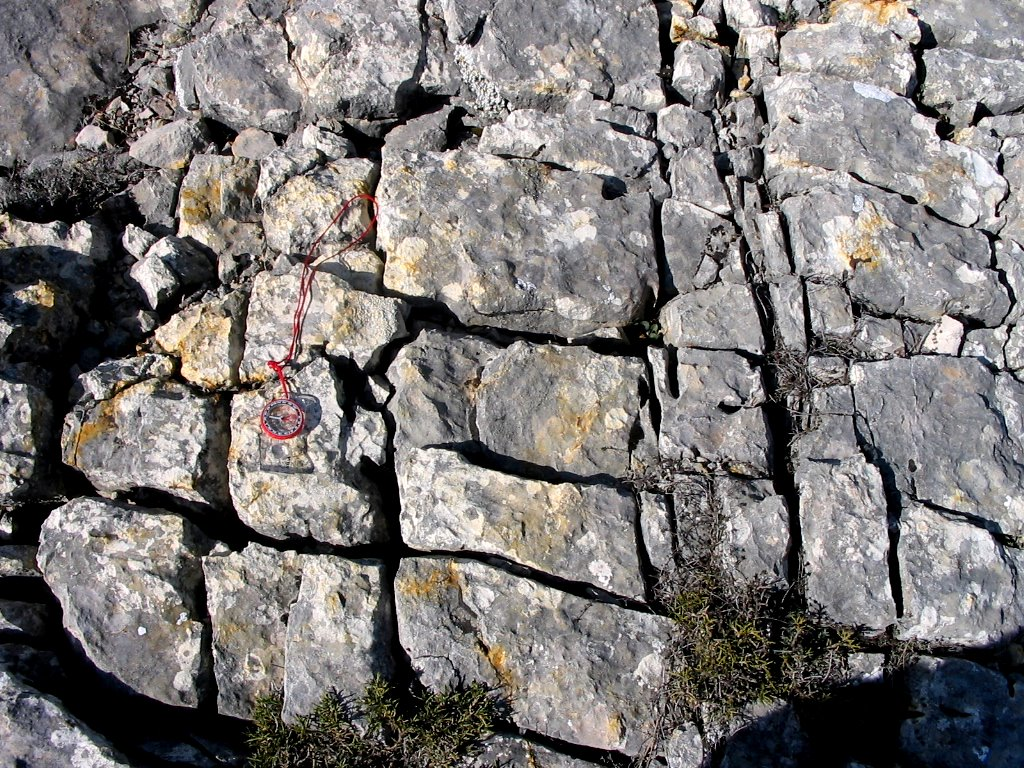
Pęknięcia wielokierunkowe w dolomicie

Diaklazy (geol.) – pęknięcia w skale biegnące w wielu kierunkach powstałe na skutek naprężeń wewnątrz skorupy ziemskiej.